# 中常三島町
中常三島町（なかじょうさんじまちょう）は、徳島県徳島市の町名。渭北地区に属している。現行行政地名は中常三島町一丁目から中常三島町三丁目。2011年6月の徳島市の調査による人口は829名。郵便番号は〒770-0813。

## 地理
徳島市の北東部、中心駅徳島市の北東方、渭北地区の南東部に位置する。
西から1～3丁目。この丁番は、北と南の北常三島町と南常三島町の1～3丁目と東西の位置が揃っている。
川になかば囲まれた常三島の中部を占める。東を大岡川が流れ、橋で対岸の住吉に通じている。西は国道11号に面し（一部で道路の向かい側にまで伸びる）、助任橋と接する。

### 河川
- 大岡川
  - 大岡新橋 - 3丁目から大岡川を越え住吉へ繋がる橋梁。
  - 大岡川橋 - 3丁目から大岡川を越え住吉へ繋がる橋梁。

## 歴史

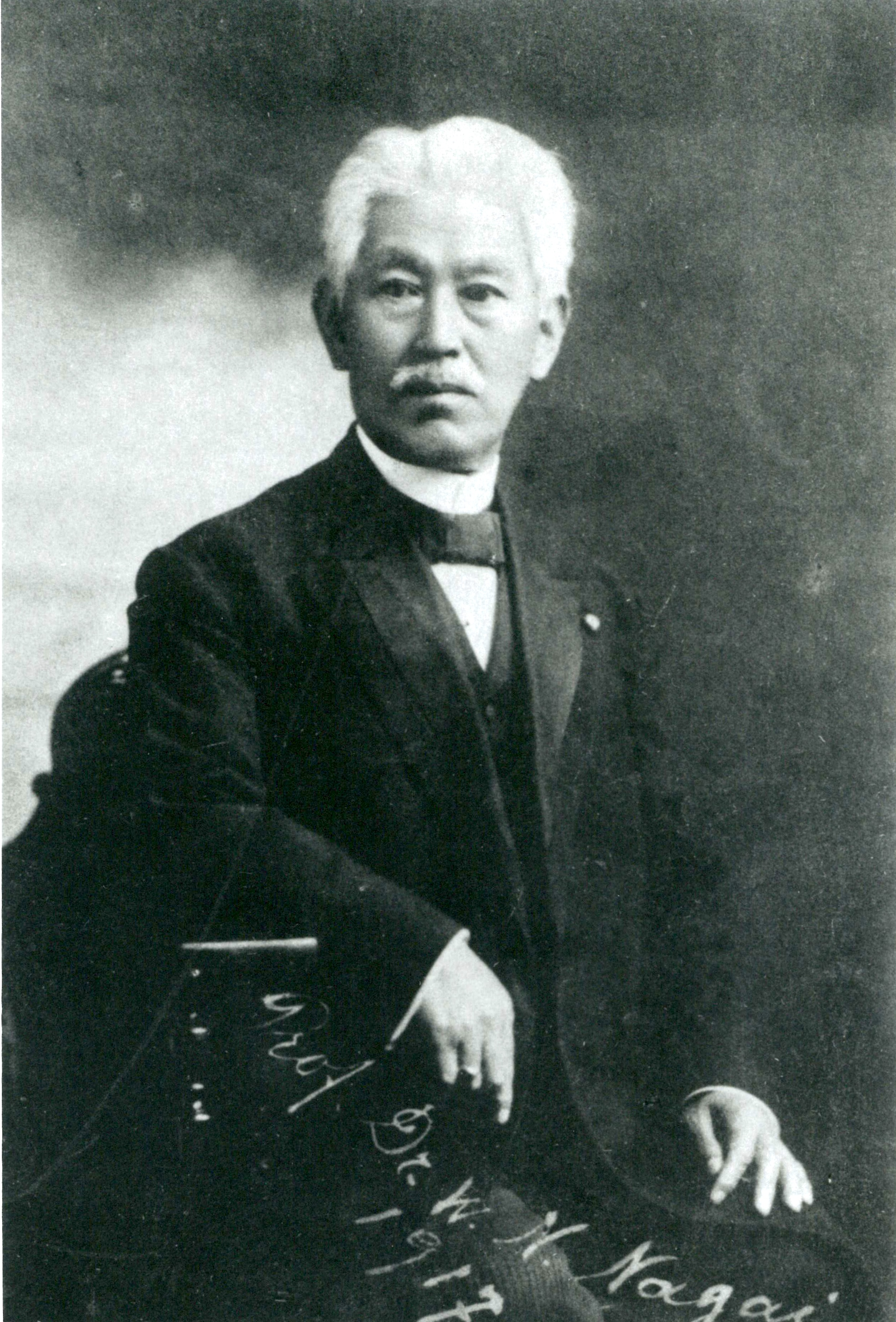
長井長義

常三島は、武市常三 (?–1593) が蜂須賀家政から賜り開いた武家町である。
徳島城築城のとき、城山東麓（北麓とも）にあった神明社が、鬼門（北東）の鎮めとしてこの地（現 1丁目）に移った。伊勢神宮の摂末社だったことから、神明社の東を南北に伸びる通り（現 1・2丁目境、南では現徳島大学総合科学部と工学部の間を通る）を伊勢ノ丁と呼んだ。なお、現中常三島町ではないが、熊野丁（現 助任橋通り）の名の由来となったは熊野神社は神明社に合社された。
神明社の北を東西に通る通り（現徳島大学北縁沿い）は中ノ丁と呼ばれた。伊勢ノ丁の東の通り（現 2・3丁目境）は古安宅丁、その東の通りは東ノ丁と呼ばれた。
現2丁目中央部、伊勢ノ丁と古安宅丁の間を東西に結んでいた通りは、薙刀丁と呼ばれた。日比野家屋敷と長井家屋敷があり、日比野克巳 (1827–1878) と長井長義 (1845–1929) の出身地である。日比野克巳は、藩の参政・物頭格・権大参事・総学司主事を歴任して教育行政を担当し、県初の銀行有隣会社を設立した。長井長義は、エフェドリンを発見した薬学者である。
明治期からは、常三島全体が常三島村、のちに常三島町だったが、1942年分割され、南北に3分した中部（西端部を除く）が中常三島町となった。

## 人口
2011年6月。徳島市の調査より
|       | 世帯数 | 人口 |
| ----- | ------ | ---- |
| 1丁目 | 080    | 154  |
| 2丁目 | 092    | 182  |
| 3丁目 | 295    | 493  |
| 計    | 463    | 829  |

## 交通

### バス
- 徳島市営バス
  - 中常三島 - 3丁目

### 道路
- 一般国道
  - 国道11号（吉野川バイパス） - 1丁目。西端を南北に通る。
- 都市計画道路
  - 都市計画道路常三島沖洲線 - 2・3丁目。東西に走り、西は北常三島町を通り県道39号となり、東は大岡新橋で住吉に入る。

## 施設
- 神明社 - 1丁目。
- 徳島大学友朋寮 - 2丁目。
- 医療法人橋本病院 - 3丁目。
- funky time常三島店 - 3丁目。